# 恋はエクスプロージョン
『恋はエクスプロージョン』（こいはエクスプロージョン）は、オーイシマサヨシの8作目のシングル。2022年6月1日にポニーキャニオンより発売された。

## 概要
前作『インパーフェクト』および『ロールプレイング』以来約1年2か月ぶりのリリースとなる。表題曲は、テレビアニメ『恋は世界征服のあとで』のオープニングテーマとして書き下ろされており、フィーチャリングアーティストとして声優の田村ゆかりを起用している。2022年4月9日には、CDでの発売に先駆けてデジタルシングルとして配信リリースされ、21時からYouTube上にミュージックビデオが公開された。アニメ第6話では、カルバリンベア（安元洋貴）をフィーチャリングした特別バージョンがオンエアされ、5月14日に配信シングルとしてリリースされた。
カップリング曲の「しあわせチャンピョン」は、『オーイシ×加藤のピザラジオ』にて共演している加藤純一の結婚式披露宴の為に書き下ろしたウエディングソングで、当日弾き語りで披露された楽曲。音源化を希望する声が多数届いたことから、本作にはフルコーラス、バンドアレンジで収録されている。

## ミュージックビデオ
恋はエクスプロージョン (feat.田村ゆかり)
2022年4月9日にYouTube上に公開された。堀海登と鈴木ゆうかが出演している。

## 収録曲
| 全作詞・作曲・編曲: 大石昌良。 |                                                            |          |            |      |
| #                              | タイトル                                                   | 作詞     | 作曲・編曲 | 時間 |
| 1.                             | 「恋はエクスプロージョン (feat.田村ゆかり)」               | 大石昌良 | 大石昌良   | 3:39 |
| 2.                             | 「しあわせチャンピョン」                                   | 大石昌良 | 大石昌良   | 4:04 |
| 3.                             | 「恋はエクスプロージョン (feat.田村ゆかり)」(TV edit.)     | 大石昌良 | 大石昌良   | 1:33 |
| 4.                             | 「恋はエクスプロージョン (feat.田村ゆかり)」(Instrumental) | 大石昌良 | 大石昌良   | 3:39 |
| 5.                             | 「しあわせチャンピョン」(Instrumental)                     | 大石昌良 | 大石昌良   | 4:03 |
| 合計時間:                      | 合計時間:                                                  | 16:58    |            |      |